# ウォーキング・デッド: ザ・ワンズ・フー・リブ
『ウォーキング・デッド: ザ・ワンズ・フー・リブ』は終末ゾンビホラー・テレビドラマ・ミニシリーズであり、AMCのために スコット・M・ギンプル、 ダナイ・グリラ、アンドリュー・リンカーンが企画した。

## 概要
『ウォーキング・デッド』の終了後を舞台とし、リックとミショーンのその後と、『ウォーキング・デッド: ワールド・ビヨンド』で描かれたCR（市民共同体）とのかかわりを描く、6作目のスピンオフ・ドラマである。リンカーン、グリラに加え、 ポリアナ・マッキントッシュが同じ役を演じる。当初は三部作の映画となる予定であったが、その後全6話からなるリミテッド・シリーズに企画が変更された。2024年2月25日にAMCで放送開始された。日本では2024年2月26日にU-NEXTで配信開始された。

## 登場人物

### メイン
- リック・グライムズ [注釈 1] : アンドリュー・リンカーン : 元ジョージア州キング郡の保安官代理、アレクサンドリア共同体の元指導者で、6年前に死んだと思われる
- ミショーン : ダナイ・グリラ : 日本刀を背負うリックの妻
- ジェイディス/アン : ポリアナ・マッキントッシュ : 6年前、リックと共にCRMのヘリコプターで消えた「清掃人」の元指導者

### リカーリング
- ビール少将 :  テリー・オクィン : CRM (市民共同体軍) の将軍[3]
- パール・ソーン : レスリー・アン・ブラント : 南アフリカ出身のCRMの一員[4]

### ゲスト
- オカファー : Craig Tate : リックとパールをリクルートするCRMの大佐
- ナット Matthew August Jeffers [3] : ミショーンが行動を共にしたキャラバンのメンバーで小人
- ベイリー: アンドリュー・バチェラー : ミショーンが『ウォーキング・デッド』シーズン10で救った、キャラバンからはぐれたメンバー
- エイデン: Breeda Wool : ミショーンが『ウォーキング・デッド』シーズン10で救った、キャラバンからはぐれたメンバー
- ガブリエル・ストークス[注釈 2] : セス・ギリアム : リックやミショーンの仲間の元神父でジェイディス/アンの元恋人
- ジュディス・グライムス　: リックとミショーンの血の繋がらない娘
- RJ・グライムス　: リックとミショーンの実の息子
- カーム・エルシック　: 本作には名前のみ登場する、リックを連れて来たCRMの中佐

## あらすじ
リックはアレキサンドリアの橋の崩壊後、ジェイディスによりCR(市民共同体)に運ばれている。自ら片手を切り落としてまで脱走しようとするも失敗し、CRM(市民共同体軍)を改革しようとするオカファー大佐に説得されて将校となる。橋の崩壊から6年後、リックは敵の中にミショーンを発見し、身分を偽らせて保護する。脱走と外部の共同体を許さないCRMからミショーンを守るため、死を偽装させて一人だけ逃そうとするも、ミショーンは拒否して二人で家族の元に戻るようリックを説得する。

## エピソード
| 通算 話数 | タイトル                    | 監督                  | 脚本                                                                                               | 放送日        | U.S.視聴者数 (百万人) |
| --- | --------------------------- | --------------------- | -------------------------------------------------------------------------------------------------- | ------------- | --------------------- |
| 1 | "橋の事件から5年後" "Years" | Bert & Bertie         | 原案: スコット・M・ギンプル、 ダナイ・グリラ、アンドリュー・リンカーン 脚本: スコット・M・ギンプル | 2024年2月25日 | 0.896                 |
| リックがアレキサンドリアの仲間の前から姿を消してから5年後、リックはCRM(市民共同体軍)の一員として、CRMの改革を企てるオカファー大佐によりパール・ソーンとともにリクルートされてCRの秘密都市に暮らす。既に4度脱走を試みて失敗している。リックはしばしば妻ミショーンの夢を見る。リックはワイヤーに繋がれた自らの左手を切り落として再度脱走しようとするも失敗し、義手をはめる。市民共同体の2つの同盟相手ポートランドとオマハのうち、オマハの壁が壊されて死者により壊滅する。リックはオカファーの提案を受けてCRMの将校となる。ヘリコプターでの任務中、同乗していたオカファーは敵弾で死に、不時着したリックは戦う相手がミショーンだと気づく。                                                                                               |                             |                       | |               |                       |
| 2 | "見つけた" "Gone"           | Bert & Bertie         | Nana Nkweti & Channing Powell                                                                      | 2024年3月3日  | 0.880                 |
| ミショーンは島で救ったベイリー、エイデンの属するキャラバンのコミュニティーと行動を共にしていたが、リックの噂を聞いて探しに行こうとする。リーダーは援助を断るも、二人に加えて小人のナットら友人たちもミショーンについてキャラバンを離れる。CRMのヘリコプターから散布された塩素ガスでミショーンとナット以外は殺される。橋の事件から6年後、二人は復讐を誓い、ナットがロケット弾でCRMのヘリコプターを撃墜する。ミショーンが生存した乗員を殺戮してリックに再会するもナットは殺される。CRMの援軍が到着し、リックはミショーンにデイナの偽名を名乗らせ、自分やヘリコプターの撃墜とは無関係であるふりをさせる。リックはCRに受け入れられたミショーンと密会し、いずれ脱走することを誓う。CRMの一員であるジェイディス/アンがミショーンに気づく。 |                             |                       | |               |                       |
| 3 | "葛藤" "Bye"                | Michael Slovis        | Gabriel Llanas & Matthew Negrete                                                                   | 2024年3月10日 | 0.905                 |
| フラッシュバックで、リックはCR内でジェイディスに再会し、CRとの取引を結んだと聞かされる。現在、リックはソーンの助けを得てミショーンを受託人にする。ジェイディスはリックとミショーンの組み合わせは危険だと言い、二人がともに逃げたなら二人の愛する人々を皆殺しにすると脅す。リックは二人で逃げることをあきらめ、ミショーンを一人だけ逃がそうとするもミショーンは従わずにCRMに戻る。ソーンは最上級曹長に昇進し、CRMの秘密である「エシュロン」について知る。ソーンはミショーンを作戦に参加させ、命令に従わなかったミショーンをもう少しで射殺しそうになる。ビール少将に信頼されたリックは昇進してエシュロンについて知らされる見込みとなる。だがミショーンは飛行中のヘリコプターからリックを突き落とし自分も飛び降りる。                   |                             |                       | |               |                       |
| 4 | "私たちの生き方" "What We"  | Michael Slovis        | ダナイ・グリラ                                                                                     | 2024年3月17日 | 0.876                 |
| リックとミショーンは川に落ち、近くのビルで食糧不足により失敗した共同体の残した、いまだに電気機器の稼働する部屋を見つける。ミショーンは二人でCRMから逃げることを主張するも、リックはミショーンを逃がした後で自分はCRMに残り内から改革すると言う。CRMのヘリコプターがビルを爆撃し、二人は崩壊しかけたビルとウォーカーから逃げ、再び愛を交わす。ミショーンは二人の間の息子の存在を明かす。リックは、ミショーンが死ぬ恐れに耐えられないと告白する。ミショーンは家族一緒に生きるようリックを説得し、二人はハイブリッド車でアレキサンドリアに向かう。 |                             |                       | |               |                       |
| 5 | "どちらの私" "Become"       | Michael E. Satrazemis | Gabriel Llanas & Matthew Negrete                                                                   | 2024年3月24日 | 0.815                 |
| フラッシュバックで、ジェイディスはガブリエル(ゲイブリエル)と3年前から年に一度ずつ森の中で密会する。現在、アレキサンドリアに向かうリックとミショーンをジェイディスが見つける。二人に逆襲されてジェイディスは負傷する。ミショーンはジェイディスを殺そうとするも、ジェイディスがアレキサンドリアの位置を示すファイルをCRに残したことを恐れてリックは躊躇する。ジェイディスは争いの中でウォーカーに噛まれる。清掃人(スカベンジャー)の仲間を失ったのちにはCRの大義のために生きて来たと告白し、ファイルの隠し場所を二人に教え、ガブリエルからもらった婚約指輪をリックに渡して頭を撃ち抜いてもらう。リックは指輪をミショーンに捧げて二人は誓いを立てる。ガブリエルはジェイディスが密会場所に来ないためにその死を悟る。                      |                             |                       | |               |                       |
| 6 | "家へ" "The Last Time"      | Michael E. Satrazemis | スコット・M・ギンプル & Channing Powell                                                            | 2024年3月31日 | 0.852                 |
| リックとミショーンはCRの秘密都市に戻る。ミショーンはジェイディスのファイルを破棄した後に兵士への説明会に出席し、18時間後にCRMがポートランドから子供たちを誘拐して住民を毒ガスで全滅させる計画を聞かされる。リックはビール少将からエシュロンの説明を受け、このままでは人類が14年後に絶滅する見通しであるため、CRMがオマハやキャンパスシティに続いて他のあらゆる共同体を全滅させて資源を独占し、クーデターでCRを支配する計画であると説明される。リックとミショーンは再会し、毒ガスに爆弾を仕掛けて、集会に出ていた全兵士を殺す。ミショーンが、異常に気づいたソーンを殺す。CRの議会はエシュロンのことを知ってCRMを改革し、他の共同体との協力に乗り出す。リックとミショーンはアレキサンドリアに戻り、ジュディスとRJに再会する。          |                             |                       | |               |                       |